# Revolution (Crystal Kay)
Pour les articles homonymes, voir Revolution.
Singles de Crystal Kay, Namie Amuro
Kimi ga Ita Kara
(2015)
Revolution est le 31e single de la chanteuse Crystal Kay et le 5e sorti sous le label Universal Music Japan le 16 septembre 2015 au Japon. La chanson titre est en collaboration avec Namie Amuro.

## Liste des titres
| 1. | Revolution feat.Namie Amuro        |  |
| 2. | Shooting Star                      |  |
| 3. | Hard to say (MSG version)          |  |
| 4. | Revolution (PKCZ Remix feat. Sway) |  |
| 5. | Revolution (instrumental)          |  |

| 1. | Revolution (Clip Vidéo) |  |
| 2. | Making of               |  |